# Chen Huijia
Chen Huijia (China, 5 de abril de 1990) es una nadadora china especializada en pruebas de estilo braza, donde consiguió ser campeona mundial en 2009 en los 4x100 metros estilos.

## Carrera deportiva
En el Campeonato Mundial de Natación de 2009 celebrado en Roma ganó la medalla de oro en los 100 metros estilo, nadando el largo de braza, con un tiempo de 3:52.19 segundos que fue récord olímpico, por delante de Australia (plata con 3:52.58 segundos) y Alemania (bronce con 3:55.79 segundos).